# Friedrich Peter Nuppnau

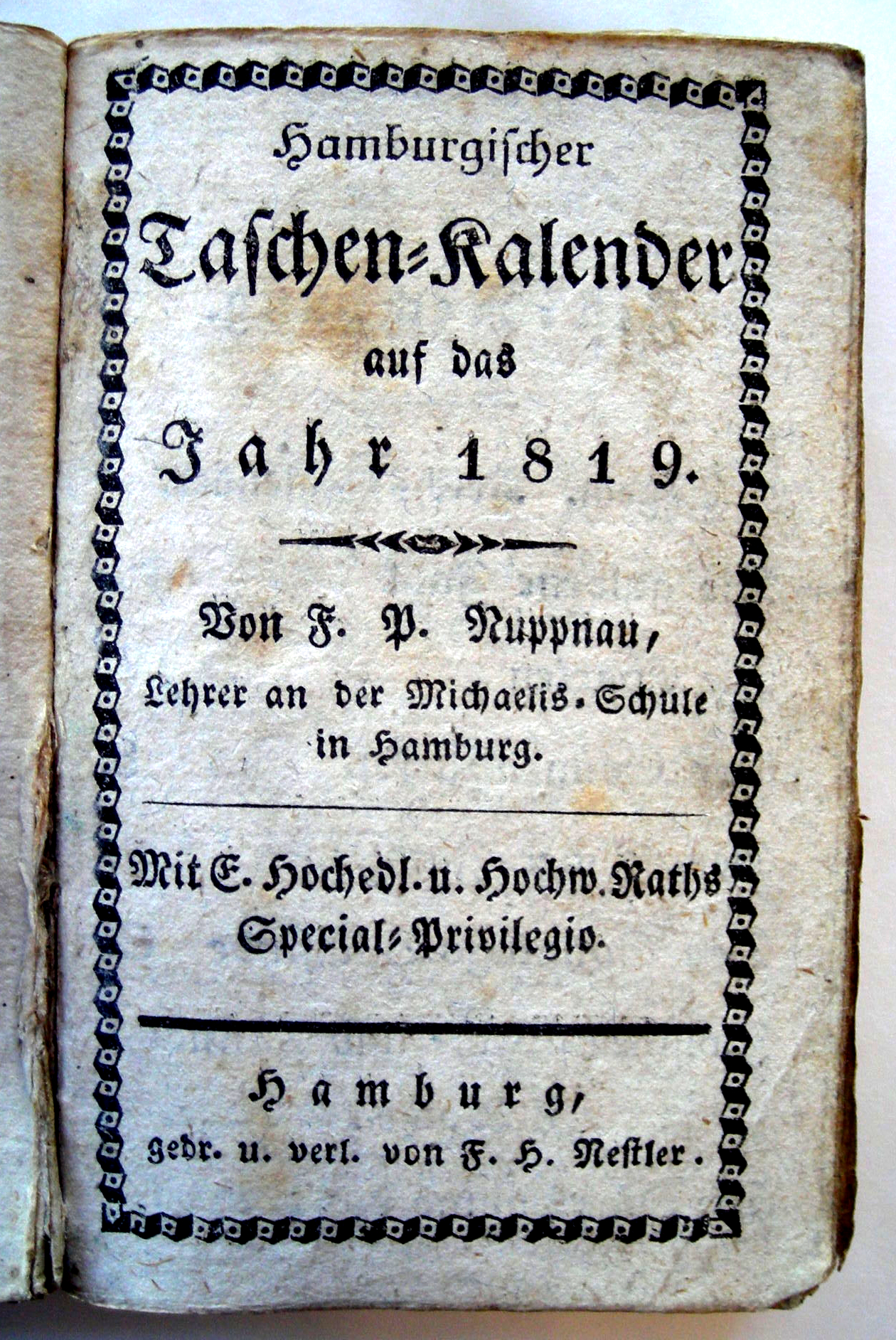
Hamburgischer Taschen-Kalender auf das Jahr 1819

Friedrich Peter Nuppnau, auch fälschlich Friedrich Philipp Nuppnau (geboren 21. März 1768 in Lübeck; gestorben 13. März 1820 ebenda,) war ein deutscher Lehrer und Bearbeiter von Jahrbüchern.

## Leben
Nuppnau war ein Sohn des in Lübeck lebenden Hamburger Postillions Thomas Hinrich Nuppnau/Nüppnau und dessen Frau Catharina Maria, geb. Schwartz. Er war Schreibmeister und als Schreib- und Rechenlehrer an der St. Michaelis-Schule, der Gemeindeschule der Hauptkirche Sankt Michaelis in Hamburg tätig. Ab 1805 wirkte er daneben als Kalendermacher.
Nuppnau war Mitglied der Kunst-Rechnungs lieb- und übende Societät (seit 1877 Mathematische Gesellschaft in Hamburg). Bis zu seinem Austritt 1810 war er Gründungsmitglied der Gesellschaft der Freunde des vaterländischen Schul- und Erziehungswesens und bis 1808 auch zweiter Verwalter ihrer Witwenkasse.
1797 heiratete er in Lübeck Susanna Catharina Magdalena Hamann.

## Werk
Nuppnau bearbeitete zahlreiche Almanache bzw. Staatskalender:
- 1805–1809: Königlich-Dänischer Hof- und Staats-Calender
- 1806–1821: Hamburgischer Taschen-Kalender auf das Jahr ...., gedruckt und verlegt bei Friedrich Hermann Nestler in Hamburg[2]
- 1806–1822: Hamburgischer gemeinnütziger Allmanach auf das Jahr.... bzw. ab 1814 Gemeinnütziger Almanach auf das Jahr ..... Friedrich Hermann Nestler, Hamburg
- 1806–1812: Schleswig-Holsteinischer Historischer Almanach auf das Jahr ..... Verlag der Expedition des Altonaischen Mercurs, Altona